# Tempel van Artemis Brauronia

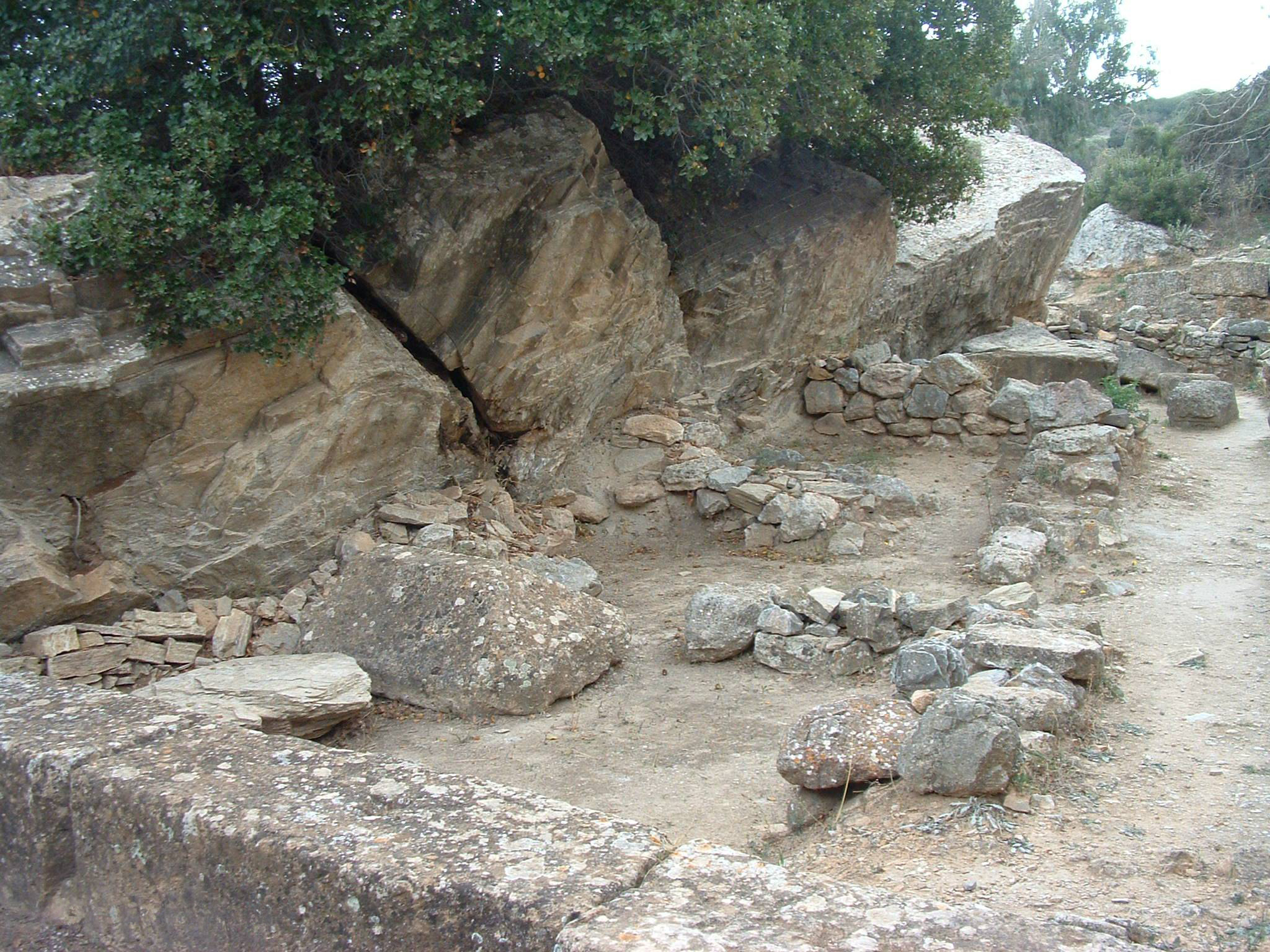
Het zogenaamde Graf van Iphigèneia.

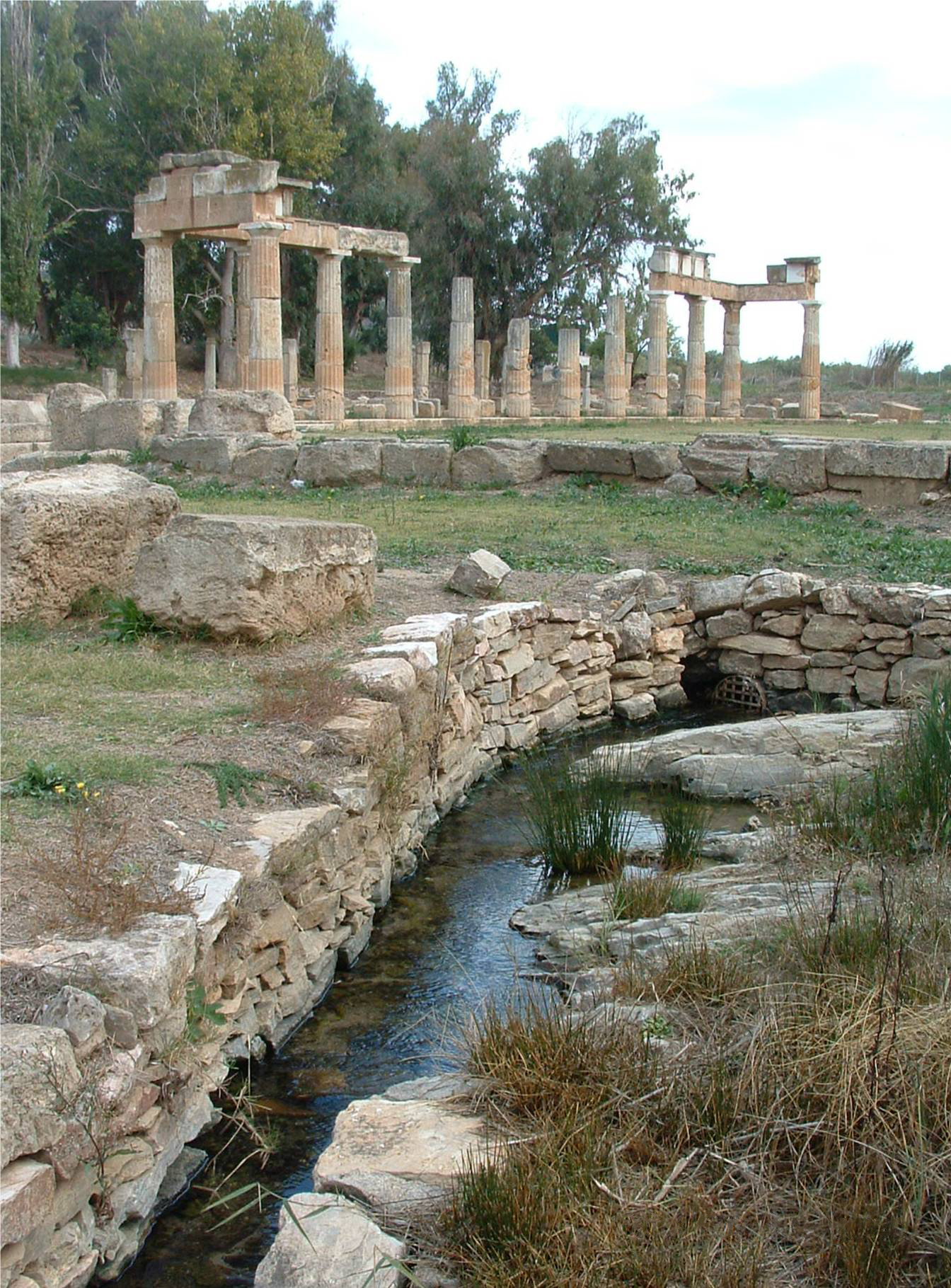
Het Artemis-heiligdom van Brauron.

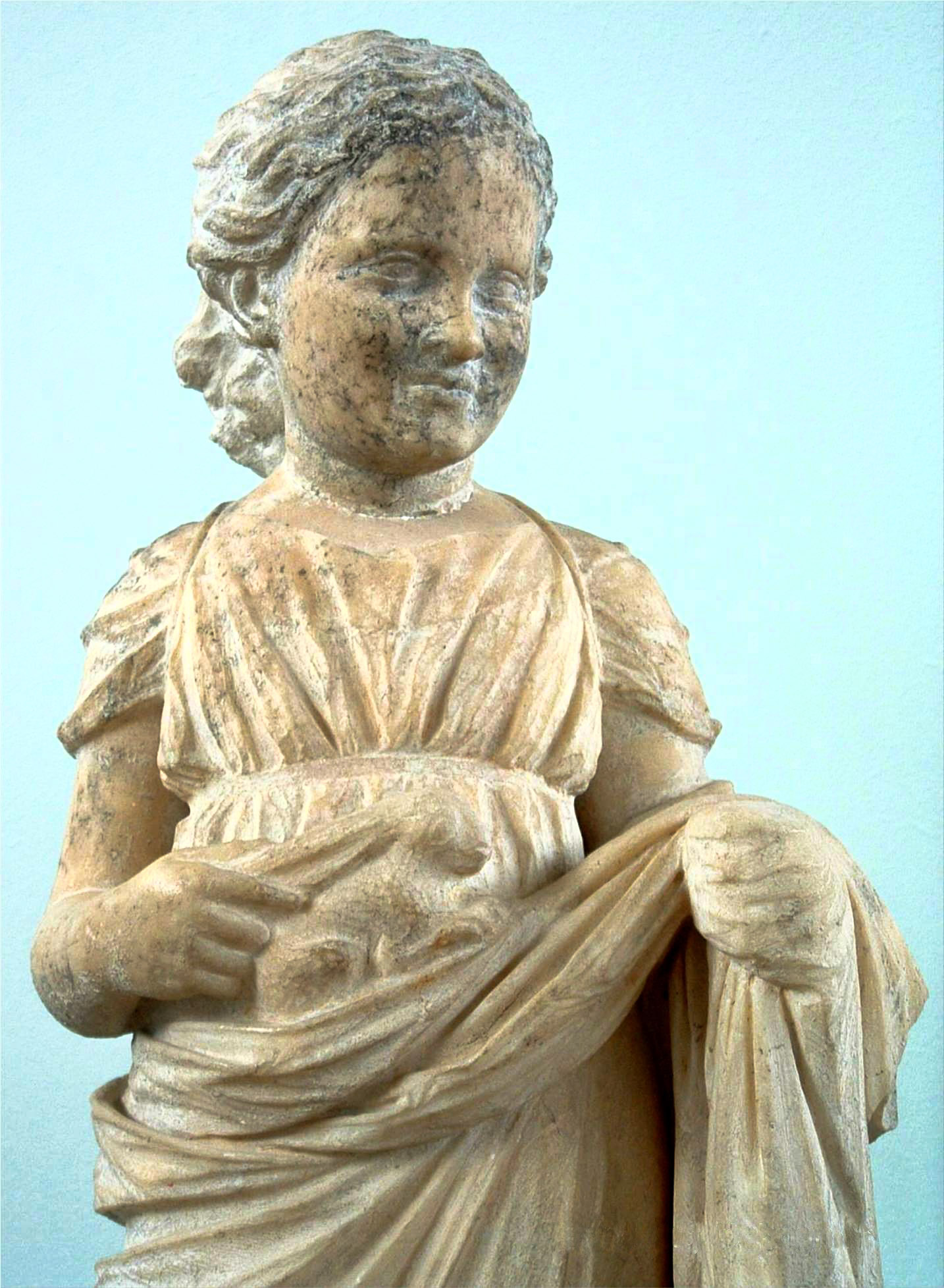
Beeld van een berinnetje (Museum van Brauron).

De tempel van Artemis Brauronia is een antiek Artemis-heiligdom dat gelegen is nabij het moderne Vravróna of Vravronas of Vraóna (Grieks: Βραυρώνα), aan de oostkust van het Griekse schiereiland Attica. Er zijn alleen nog de ruïnes van overgebleven. Aan de vondsten die tentoongesteld zijn in het plaatselijke museum kan men afleiden hoe belangrijk het heiligdom van Artemis Brauronia ooit is geweest.

## De mythe
De legende verbindt de stichting van het heiligdom met Orestes en zijn zuster Iphigeneia, de kinderen van Agamemnon. Volgens een traditie, betuigd door de dichter Euripides, werd Iphigeneia van de offerdood gered door de godin Artemis, die het meisje onderbracht (en min of meer gevangen hield) in haar heiligdom in Tauris (nu de Krim). Daar werd zij jaren later ontdekt door haar broer Orestes. Samen vluchtten zij naar Griekenland, en namen een houten cultusbeeld van de godin mee. Hier, in Brauron gingen zij aan land, stichtten er een heiligdom voor Artemis en brachten er het cultusbeeld in onder. Tot aan haar dood bleef Iphigeneia als priesteres verbonden aan de tempel, waarna ze op het terrein van het heiligdom begraven werd. De ontdekkingsreiziger Pausanias beweert dat hij er inderdaad een houten cultusbeeld heeft gezien.

## Geschiedenis
Archeologische vondsten tonen aan dat de omgeving van het heiligdom sinds het Laat-Neolithicum bewoond werd. In de Myceense periode bestond er een kleine nederzetting van vissers en landbouwers. Volgens de overlevering was Brauron een van de Attische nederzettingen die toetraden tot de Twaalfstedenbond van de mythische koning Cecrops. Sinds de 8e eeuw v.Chr. gold het als het meest beroemde Artemisheiligdom van geheel Attica.
De Atheense tiran Pisistratus was afkomstig uit Brauron. Hij verhief de plaatselijke eredienst van Artemis tot staatscultus, en liet een Dorische tempel bouwen, die later door de Perzen werd vernield maar vervolgens weer opgebouwd onder Cimon. De bloeitijd van de cultusplaats viel in de 5e en 4e eeuw v.Chr.
Het heiligdom bleef tot het einde van de oudheid in gebruik. In de 6e eeuw na Chr. werd een vroeg-christelijke basilica (waarvan nog zichtbare sporen bestaan) in de onmiddellijke omgeving gebouwd. Tennslotte werd in de 15e eeuw vlak naast de vroegere tempel de Agios Georgios-kapel (ter ere van de H. Joris) gebouwd.

## De eredienst
In Brauron werd Artemis vereerd als een pre-helleense godin, de meesteres der dieren, beschermster van de ongerepte natuur en van de maagdelijkheid. Precies omdat zij waakt over de maagdelijkheid, brachten kinderen bij het begin van de puberteit een verzoeningsoffer aan de godin, net op het ogenblik dat zij riskeerden die maagdelijkheid te verliezen. Jonge moeders offerden aan Artemis de kleren waarin zij bevallen waren, en dat deed men ook wanneer de vrouw de bevalling niet had overleefd.
Om de vier jaar werd in het voorjaar het lentefeest van de Brauronia gevierd. Hoewel er weinig bekend is over de mysterieuze rituelen, verwijst Aristophanes in zijn blijspel Lysistrate naar de "berendans", waarbij kinderpriesteresjes (de zogenaamde αρκτοι, d.i. "berinnetjes"), gehuld in saffraangele gewaden, dansten ter ere van een berin, heilig dier van Artemis, die volgens de mythe door Orestes en Iphigenieia bij hun aankomst in Attica per ongeluk zou zijn gedood. Het feest zou ontstaan zijn om dit euvel goed te maken en de godin te verzoenen. De "berinnetjes" werden op de leeftijd van 7 jaar aan de eredienst van Artemis toegewijd.
De aanwezigheid van een Heiligdom van Artemis Brauronia, een "filiaal" op de Atheense akropolis (rechts van de ingang), toont aan welke belangrijke positie de eredienst van Artemis Brauronia wel innam in het Atheense staatsbestel.

## Bezoek aan de opgravingen
In 1948 begonnen Griekse archeologen aan de systematische opgravingen. Zij hebben een groot deel van het heiligdom blootgelegd en de rijke vondsten ondergebracht in een museum, ± 500 m verderop gelegen. Behalve de grondvesten van de Dorische Artemis-tempel (10 x 20 m), kan men ook het zogenaamde graf van Iphigéneia zien, het oudste gedeelte van het heiligdom. Volgens de overlevering lag Iphigéneia begraven in deze (later ingestorte) tufstenen grot, en vondsten tonen aan dat deze plek sinds de 8e eeuw vereerd werd. Rond 430 v.Chr. werd het tempelgebied naar het noorden toe uitgebreid met de zogenaamde Parthenon van de Berinnen, een grote binnenplaats (24 x 27 m), die aan drie zijden was afgesloten met een (gedeeltelijk heropgebouwd) zuilenhal, waarachter zich de leef- en slaapkamers van de berinnetjes bevonden.
Het museum herbergt een schat aan archeologische vondsten. Vooral zaal nr. 2, gewijd aan de cultus van Artemis, is bijzonder interessant. Er zijn enkele serene beelden van berinnetjes en van andere kinderen tentoongesteld, in die zin uniek, omdat Griekse kunstenaars slechts zelden kinderen uitbeeldden.

## Galerij

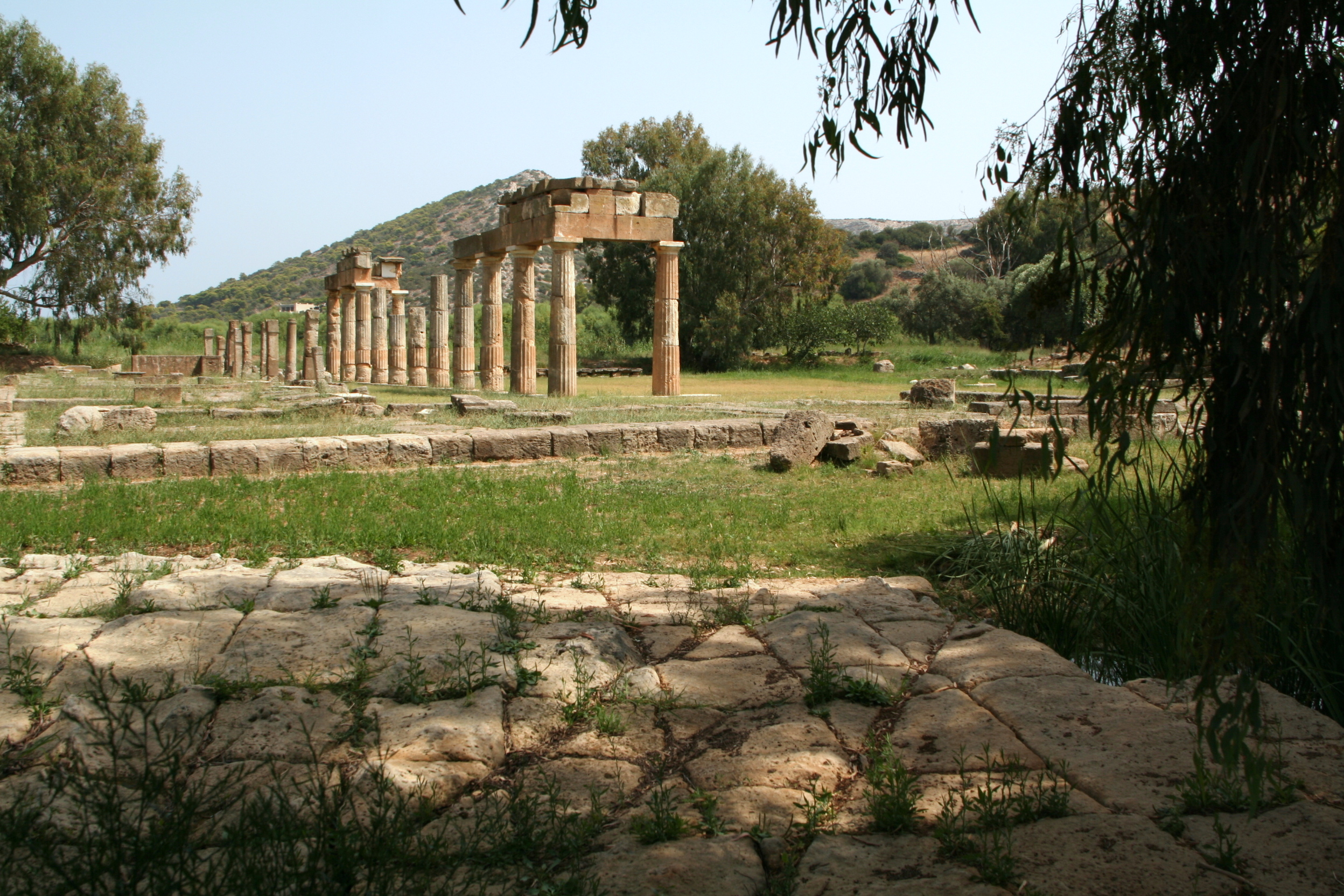
Stoa en klassieke brug
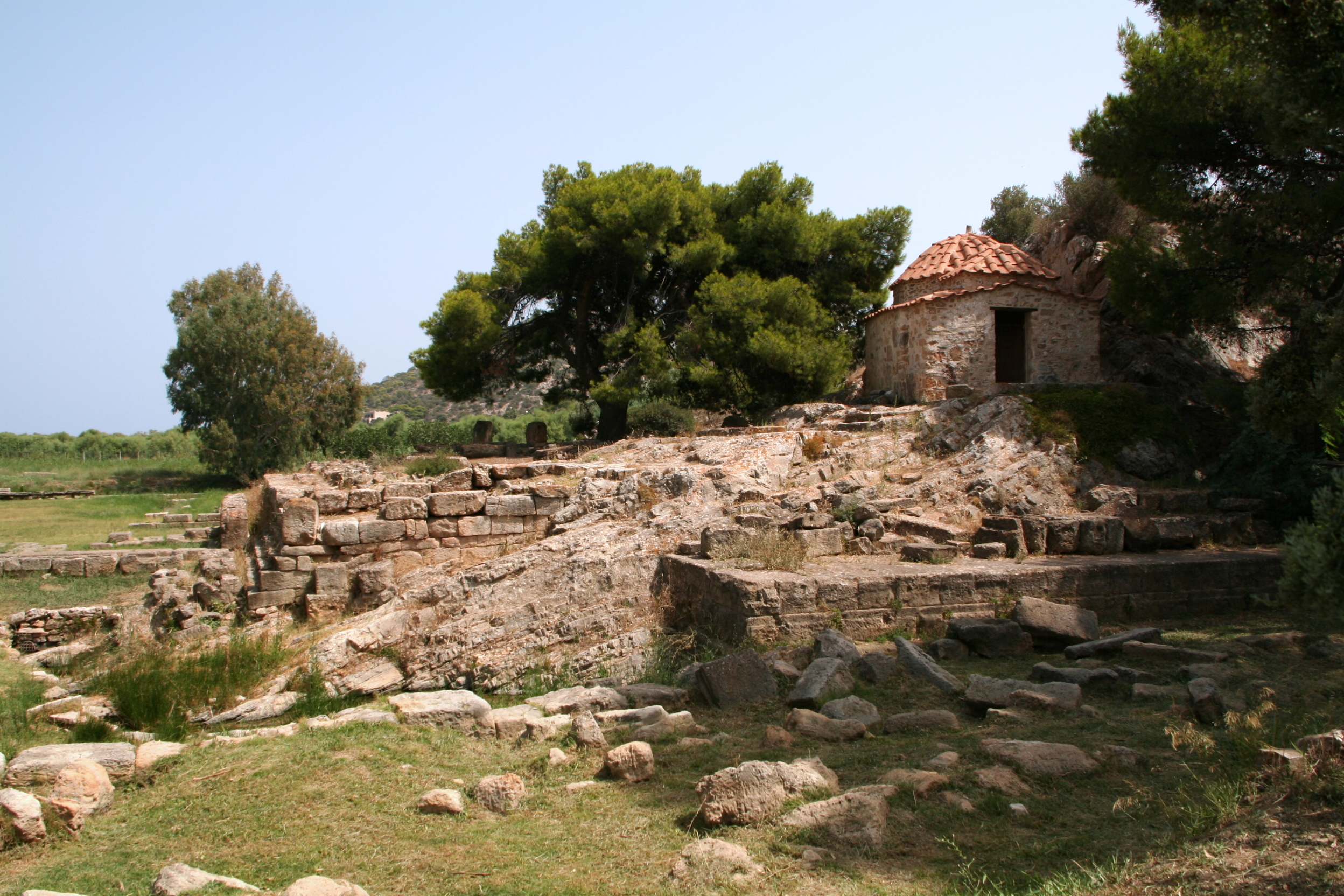
Platform van de tempel van Artemis met de kerk van Hagios Georgios
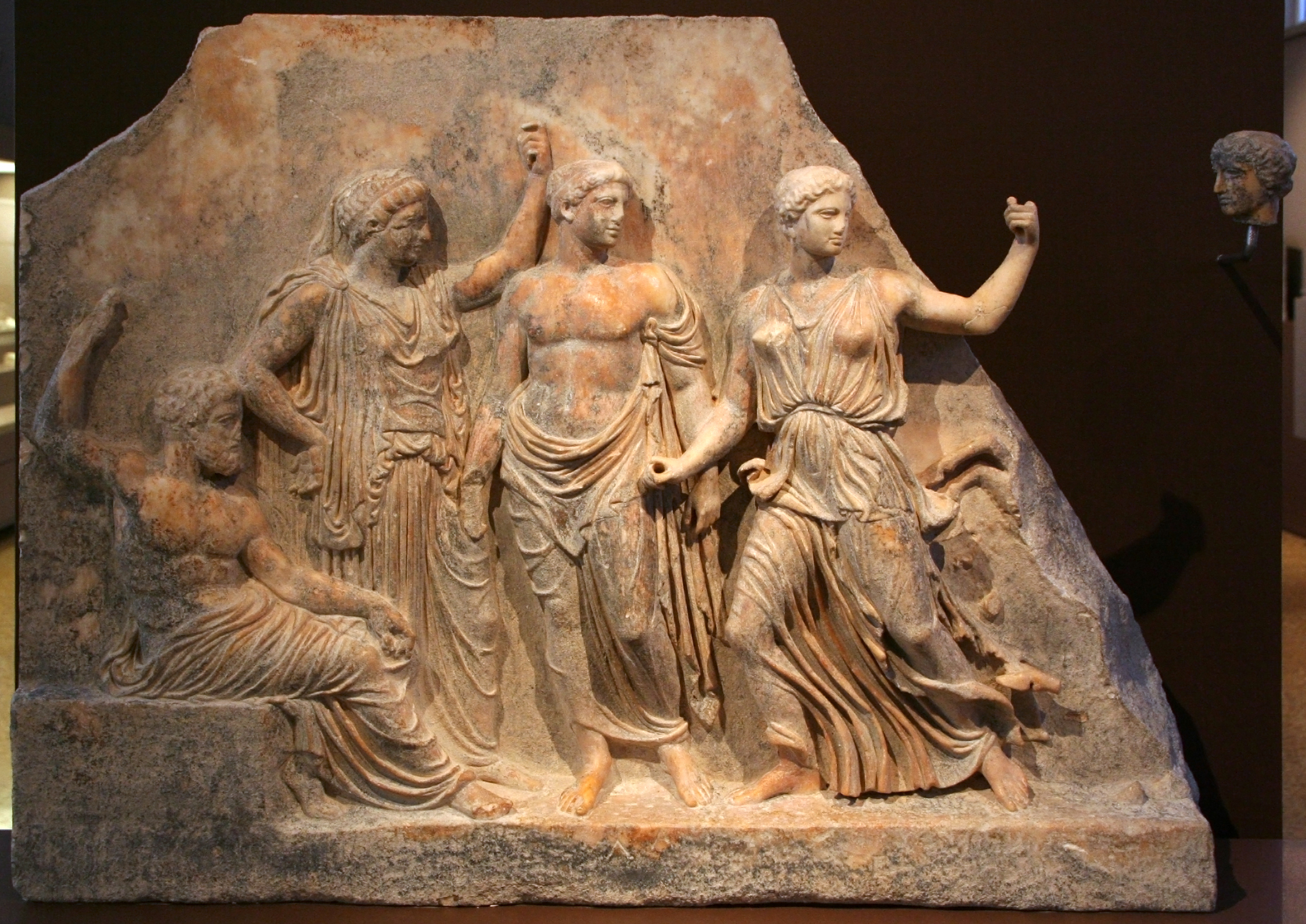
Reliëf van de goden (420 - 410 v. Chr.)
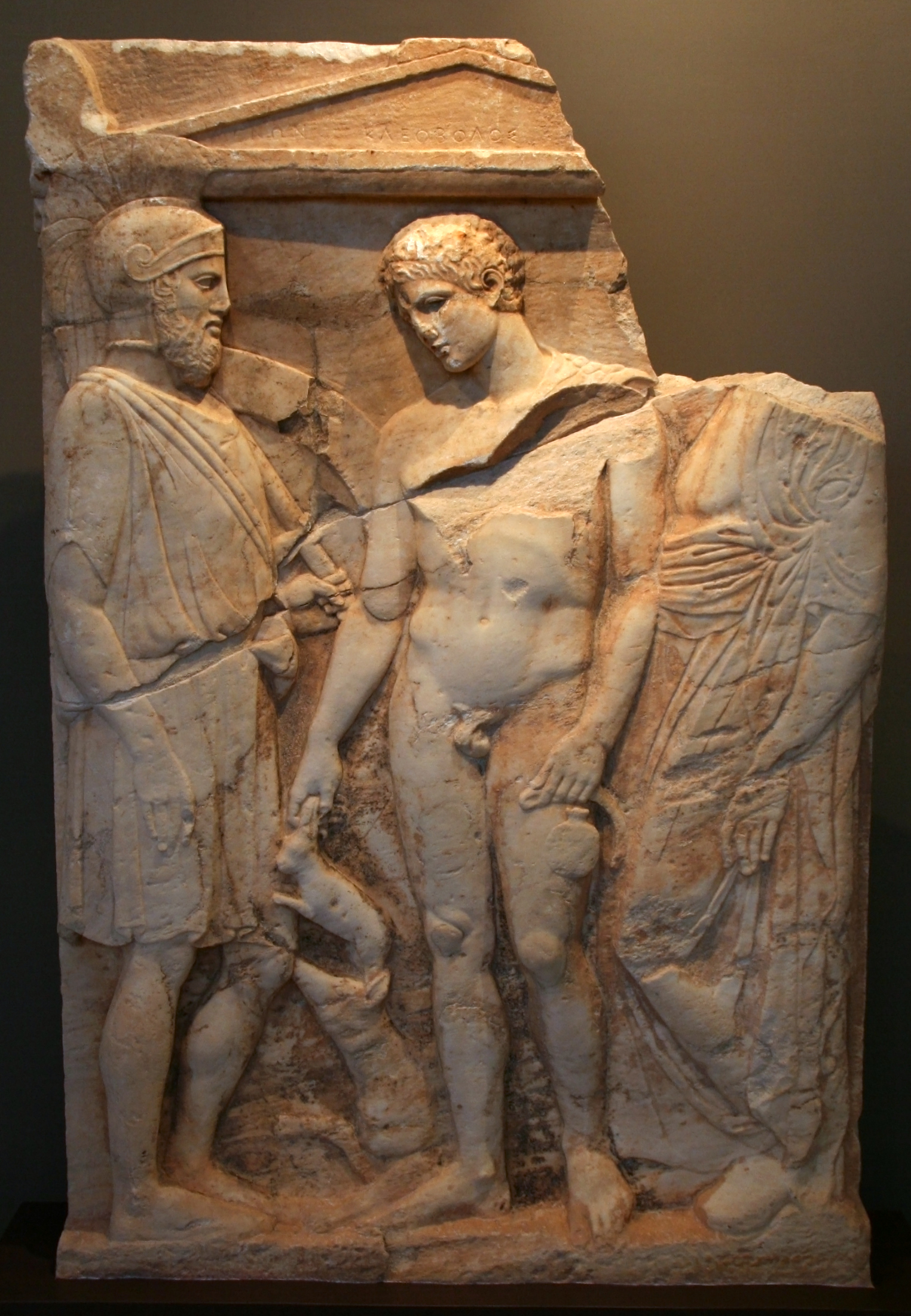
Grafstele (410 - 400 v. Chr.)